# Konttilanniemi
Konttilanniemi är en udde i Finland. Den ligger i Karleby i landskapet Mellersta Österbotten, i den centrala delen av landet, 400 km norr om huvudstaden Helsingfors.
Terrängen inåt land är mycket platt. Havet är nära Konttilanniemi åt nordväst. Runt Konttilanniemi är det mycket glesbefolkat, med 6 invånare per kvadratkilometer. Närmaste större samhälle är Karleby, 18,5 km sydväst om Konttilanniemi. I omgivningarna runt Konttilanniemi växer i huvudsak blandskog.